# Дуланто, Густаво
Густаво Дуланто (исп. Gustavo Dulanto; 9 мая 1995, Лима) — перуанский футболист, защитник латвийского клуба «Рига».

## Биография
Сын игрока сборной Перу Альфонсо Дуланто. Профессиональную карьеру начинал в Перу, где выступал за местные клубы «Университарио», «Кахамарка» и «Куско». В 2019 году перешёл в португальский клуб «Боавишта», за который в сезоне 2019/20 сыграл 11 матчей (в т.ч. один в Кубке лиги) и забил 2 гола. В феврале 2021 года перешёл в молдавский «Шериф». В его составе был участником групповой стадии Лиги чемпионов 2021/22, где сыграл во всех 6 встречах, включая победные матчи против «Шахтёра» и мадридского «Реала». Также в составе «Шерифа» он стал двукратным чемпионом страны и выигрывал Кубок Молдавии, неоднократно выходил на поле в качестве капитана команды. В июле 2022 года перешёл в латвийский клуб «Рига», с которым сыграл в отборочной стадии Лиги конференций, однако уже в августе получил травму крестообразных связок и до конца года не выходил на поле.

## Достижения
«Шериф»
- Чемпион Молдавии (2): 2020/21, 2021/22
- Обладатель Кубка Молдавии: 2021/22

Личные
- Орден Почёта (30 декабря 2021 года, ПМР) — за большой вклад в развитие футбола, высокие спортивные достижения, волю к победе, стойкость и целеустремлённость, проявленные в самом престижном клубном турнире мира — Лиге чемпионов УЕФА, и в связи с 25-летием со дня образования закрытого акционерного общества «Спортивный клуб «Шериф»[4]